# Illuminations (album, Wishbone Ash)
Illuminations je sedmnáctým studiovým albem skupiny Wishbone Ash nahraným v roce 1995. Představuje úplně novou verzi skupiny s jediným zakládajícím členem Andy Powellem společně s novými členy Tony Kishmanem, Rogerem Filgatem a Mike Sturgisem.
Je prvním studiovým albem od Strange Affair, které vyšlo o pět let dříve.

## Seznam skladeb
Autory všech skladeb jsou Andy Powell a Roger Filgate pokud není uvedeni jinak.
1. "Mountainside" – 6:02
2. "On Your Own" (Powell, Filgate, Ted Turner) – 5:32
3. "Top of the World" (Powell, Filgate, Tony Kishman) – 6:38
4. "No Joke" – 6:48
5. "Tales of the Wise" – 10:03
6. "Another Time" (Powell, Filgate, Kishman) – 5:25
7. "A Thousand Years" (Filgate, Kishman) – 4:07
8. "The Ring" – 4:36
9. "Comfort Zone" – 4:27
10. "Mystery Man" (Filgate) – 4:30
11. "Wait Out the Storm" (Powell, Filgate, Andy Pyle) – 3:46

Bonus
1. "The Crack of Dawn"

## Obsazení
- Andy Powell – kytara, sólový zpěv na "No Joke", sborový zpěv, elektrické a akustické kytary, mandolína
- Roger Filgate – sborový zpěv, elektrické a akustické kytary, havajská kytara, basová kytara, basový pedál Taurus, klávesy
- Mike Sturgis – bicí
- Tony Kishman – zpěv kromě "No Joke", sborový zpěv

Hostující hudebníci
- Mark Templeton – klávesy
- Mike Mindel – klávesy
- Paul Avgerinos – sborový zpěv, klávesy